# Epiplatys bifasciatus
Epiplatys bifasciatus är en fiskart som först beskrevs av Steindachner, 1881.  Epiplatys bifasciatus ingår i släktet Epiplatys och familjen Nothobranchiidae. IUCN kategoriserar arten globalt som livskraftig.

## Underarter
Arten delas in i följande underarter:
- E. b. bifasciatus
- E. b. taeniatus